# ملانی میچل
ملانی میچل استاد علوم رایانه در دانشگاه ایالتی پورتلند می‌باشد. او در مؤسسه سنتا فه و آزمایشگاه ملی لس آلاموس مشغول بکار بوده‌است. کار عمدهٔ وی در زمینهٔ تمثیل (منطق)، سامانه پیچیده، الگوریتم ژنتیک و اتوماتای سلولی است.
او در زمینه هوش مصنوعی، علوم شناختی، یادگیری ماشین و محاسبات فرگشتی نیز کار کرده‌است.
ملانی دکترای خود را در سال ۱۹۹۰ زیر نظر داگلاس هافستادر و جان هنری هلند در دانشگاه میشیگان گرفته‌است و در سال ۲۰۱۰ موفق به دریافت جایزه علمی انجمن فی بتا کاپا شده‌است.